# Phauda eos
Phauda eos is een vlinder uit de familie Phaudidae. De wetenschappelijke naam van de soort is voor het eerst geldig gepubliceerd in 1910 door Joannis.